# Oblivion with Bells
Oblivion with Bells - studyjny album zespołu Underworld, wydany w 2007 roku: 3 października w Japonii, 15 października w Europie i 16 października w Ameryce Północnej .
Promował go singel „Crocodile”, który znalazł się na ścieżce dźwiękowej gry komputerowej FIFA Street 3.
Album doszedł do 1. miejsca na liście Top Dance/Electronic Albums tygodnika Billboard i do 2. na UK Dance Albums.

## Album

### Historia
Po wydaniu w 2003 roku kompilacji 1992–2002 Underworld rozstał się ze swoją wieloletnią wytwórnią, V2 Records. Później zespołowi udało się nawiązać bardzo efektywną współpracę z Gabrielem Yaredem, czego rezultatem była ścieżka dźwiękowa Breaking And Entering. Zespół zrealizował również serię plików do pobrania w ramach projektu Riverrun. Kolejny studyjny album zespołu, Oblivion With Bells, którego wydanie zaplanowano w październiku, miał być promowany koncertami w Anglii oraz w Stanach Zjednoczonych.

### Wydania
Album ukazał się (jako CD i DVD) 3 października 2007 roku w Japonii nakładem wytwórni Traffic.
15 października ukazał się (również jako CD i DVD) w Europie nakładem wytwórni Different i PIAS Recordings.
Dzień później ukazał się (również jako CD i DVD) w Ameryce Północnej nakładem wytwórni Side One Recordings
13 października 2014 roku został wznowiony przez Universal Music Catalogue jako CD.

### Lista utworów

#### CD
Lista według Discogs:
| 1.  | Crocodile                           | 6:31  |
|     |                                     |       |
| 2.  | Beautiful Burnout                   | 8:09  |
|     |                                     |       |
| 3.  | Holding The Moth                    | 5:30  |
|     |                                     |       |
| 4.  | To Heal                             | 2:36  |
|     |                                     |       |
| 5.  | Ring Road                           | 4:31  |
|     |                                     |       |
| 6.  | Glam Bucket                         | 5:46  |
|     |                                     |       |
| 7.  | Boy, Boy, Boy                       | 6:05  |
|     |                                     |       |
| 8.  | Cuddle Bunny Vs The Celtic Villages | 2:23  |
|     |                                     |       |
| 9.  | Faxed Invitation                    | 4:45  |
|     |                                     |       |
| 10. | Good Morning Cockerel               | 2:29  |
|     |                                     |       |
| 11. | Best Mamgu Ever                     | 8:46  |
|     |                                     |       |
|     |                                     | 57:31 |
|     |                                     |       |

#### Bonus DVD: The Book Of Jam Video
| 1. | Crocodile. Video.             | 3:58  |
|    |                               |       |
| 2. | Tokyo Makuhari. Slide Show.   | 1:32  |
|    |                               |       |
| 3. | Metal Friend. Video.          | 1:37  |
|    |                               |       |
| 4. | Abbey Road. Slide Show.       | 1:31  |
|    |                               |       |
| 5. | Good Morning Cockerel. Video. | 2:31  |
|    |                               |       |
| 6. | Rez {Live}. Video.            | 9:28  |
|    |                               |       |
| 7. | ArtJam. Slide Show.           | 1:46  |
|    |                               |       |
|    |                               | 22:23 |
|    |                               |       |
- autorzy – Karl Hyde, Rick Smith, Underworld
- wykonawca – Underworld
- instrumenty perkusyjne, perkusja – Paul Clarvis (CD: 1, 2, 3, 9)
- marimba, inne – Larry Mullen Jr. (CD 7)
- wykonawcy koncertowi (DVD) – Danielle Short, Darren Price, Haydn Cruickshank, John Newsham, Karl Hyde, Malcolm Corbett, Pete Kalopsidiotis, Rick A Smith, Rick Smith, Toby Lovegrove, Toby Vogel
- producent – Rick Smith
- programowanie (dodatkowe), inżynier – Darren Price
- kierownictwo artystyczne – John Warwicker, Tomato[7]

## Odbiór

### Opinie krytyków
| Oceny łączne      | Oceny łączne |
| Publikacja        | Ocena        |
| ----------------- | ------------ |
| Album of the Year | 69/100       |
| Metacritic        | 64/100       |
| Recenzje          |              |
| Publikacja        | Ocena        |
| AllMusic          | [ 12 ]       |
| The A.V. Club     | C+           |
| Drowned in Sound  | 6/10         |
| Gigwise           | [ 15 ]       |
| laut.de           | [ 16 ]       |
| Mojo              | 6/10         |
| musicOMH          | [ 5 ]        |
| NME               | 8/10         |
| Pitchfork         | 6.0/10       |
| PopMatters        | 5/10         |
| Q                 | [ 11 ]       |
| RYM               | 3.33/5       |
| Record Collector  | [ 20 ]       |
| Release Magazine  | [ 21 ]       |
| Slant Magazine    | [ 22 ]       |
| Spin              | [ 23 ]       |
| Sputnikmusic      | 3.4/5        |
| Tiny Mix Tapes    | [ 25 ]       |

Album otrzymał powszechne pochwały na podstawie 24 recenzji krytycznych zebranych w Metacritic.
„Leniwy urok Oblivion With Bells sprawia, że jest to prawdopodobnie najlepszy album Underworld od czasu dubnobasswithmyheadman” – uważa Andy Gill z dziennika The Independent.
Zdaniem Lou Thomasa z BBC od strony muzycznej „po 15 latach od wydania pierwszego singla i 27 latach od powstania, Underworld zawsze tworzył gęste, twarde, ciemne, brudne techno, które pulsuje, zapętla się i ewoluuje niczym najlepsze miasta świata. Nie jest więc zaskoczeniem, że ten fantastyczny album jest z łatwością zaliczany do najlepszych wydanych w tym roku. Underworld stworzył album, który jest minimalistyczny, progresywny, techno, głęboki, ambientowy, podnoszący na duchu i uduchowiony. Wyzywa, kusi, dezorientuje i inspiruje za każdym razem, gdy się do niego zbliżasz. Jak można nie kochać czegoś, co ma taki wpływ?” – pyta autor.
„Underworld zawsze byli najfajniejszym zespołem z triumwiratu muzyki tanecznej lat 90. (The Chemical Brothers, The Prodigy), ponieważ ich utwory rzeczywiście brzmiały lepiej w klubach, a płyty wydawali tylko wtedy, kiedy musieli. Tak więc ich pierwsza od pięciu lat płyta jest wydarzeniem, nawet jeśli znaczenie już dawno przeminęło” – zauważa redakcja NME. 
Zdaniem Marka Pytlika z magazynu Pitchfork „w pełni ukształtowany Oblivion With Bells stanowi postęp w stosunku do A Hundred Days Off. Fakt, że jego oprawa graficzna tak bardzo przypomina tę z przełomowego Dubnobasswithmyheadman z 1993 roku (który, wraz z Second Toughest in the Infants z 1996 roku, zachował się niesamowicie dobrze z upływem czasu) nie jest szczęśliwym przypadkiem; Oblivion brzmi jak świadoma próba przywołania rozległej chwały ich wczesnych lat 90., jednocześnie posuwając ich brzmienie do przodu”.
Podobne skojarzenia nasunęły się Timowi O'Neilowi z magazynu PopMatters „Okładka jest obiecująca: czarno-biały ekspresjonizm, kształty i smugi czarnego tuszu nałożone na abstrakcyjną fotografię - z wyglądu fantomowe kartki do rozdarcia. Natychmiastowe skojarzenia są zachęcające: podobną okładkę miał (elektroniczny) debiut Underworld, Dubnobasswithmyheadman z 1993 roku. (…) A jednak Oblivion With Bells nie jest powrotem do formy, a widmo cmentarzyska unosi się groźnie. Wydaje się, że duet potwierdził najgorsze obawy swoich fanów, iż stopniowo malejąca trajektoria kariery zapowiadana na A Hundred Days Off stała się rzeczywistością. I znów, tak jak w przypadku tamtego albumu, najgorszym aspektem Oblivion With Bells nie jest to, że jest to pod jakimkolwiek względem zła płyta, a jedynie przeciętna, doskonale nadająca się do użytku i obfitująca w tyle samo drobnych przyjemności, jak i zaskakujących wpadek, ale tak samo błyskawicznie zapominana i cholernie nieistotna. (…) Nie ma nic tak smutnego, jak widok niegdyś świetnego zespołu, który popada w długą starość” – podsumowuje autor.
Dubnobasswithmyheadman wspomina w swojej recenzji również John Bush z AllMusic: „Bardziej niż A Hundred Days Off czy Beaucoup Fish, Oblivion with Bells nawiązuje do odrodzenia Underworld [wraz] z epickim Dubnobasswithmyheadman z 1993 roku. (Nawet projekt okładki i notki w stylu akordeonu są podobne.)”. Zaś Karl Hyde i Rick Smith „podobnie jak ich bohaterowie,  Kraftwerk, wydają się pracować w całkowicie sterylnym środowisku, nie przejmując się listami przebojów, prognozami sprzedaży czy obawami wytwórni o ich zdolności marketingowe”. 
Z kolei Benowi Hogwoodowi z musicOMH nasunęły się porównania Underworld z klubem piłkarskim West Ham. – „Underworld i West Ham. Wydawałoby się, że nie są to najbardziej bezpośredni kompani. A jednak te dwa zespoły mają wiele wspólnego, oba są zdolne do wyraźnej niekonsekwencji i okazjonalnych przebłysków błyskotliwości. West Ham może pokonać Manchester United jednego tygodnia, a następnego przegrać z Sheffield United. Podobnie Underworld może sprawić, że będziesz sięgał do nieba lub potrząsał głową w akłopotaniu” – ocenia autor.
Oblivion with Bells to „triumfalny powrót, który umacnia pozycję Underworld jako monarchii muzyki tanecznej” – twierdzi Scott Colothan z Gigwise.

### Listy tygodniowe
| Kraj              | Lista                       | Pozycja |
| ----------------- | --------------------------- | ------- |
| Belgia            | Ultratop (Flandria)         | 27      |
| Belgia            | Ultratop (Walonia)          | 48      |
| Francja           | Les Charts                  | 134     |
| Holandia          | Dutch Charts                | 15      |
| Niemcy            | Offizielle Deutsche Charts  | 76      |
| Stany Zjednoczone | Billboard 200               | 169     |
| Stany Zjednoczone | Top Dance/Electronic Albums | 1       |
| Stany Zjednoczone | Independent Albums          | 18      |
| Stany Zjednoczone | Top Sales Albums            | 169     |
| Szkocja           | Scottish Albums Chart       | 63      |
| Wielka Brytania   | UK Albums Chart             | 45      |
| Wielka Brytania   | UK Dance Albums             | 2       |
| Wielka Brytania   | UK Download Albums          | 18      |
| Wielka Brytania   | UK Physical Albums          | 47      |